# 빌헬름 쿠노
빌헬름 카를 요제프 쿠노(Wilhelm Carl Josef Cuno, 1876년 7월 2일 ~ 1933년 1월 3일)는 독일의 실업가, 정치인으로, 바이마르 공화국 시절인 1922년 11월 22일부터 1923년 8월 12일까지 독일의 총리를 지냈다.

## 생애와 경력
줄 출신으로, 파더보른의 고등학교를 졸업하고, 베를린 대학교와 하이델베르크 대학교에서 법학을 배웠다. 재학 중 여러 카톨릭계 학생 단체에 가입했으며, 1900년 브레슬라우 대학교에서 박사 학위를 수여받았다.
1906년 함부르크의 실업가의 딸과 결혼하고, 지방 재판소 근무를 거쳐 1907년 독일 재무부에 들어가 과세액 사정관, 정부 입법 고문으로 활동하였다. 제1차 세계 대전이 발발한 후에는 곡물관리부와 식량부에서 일했으며, 다시 재무부로 복귀해 전시 경제 담당 총 고문관으로 일했다. 제1차 세계 대전이 진행 중이던 1917년에 관리를 그만두고, 독일에서 가장 큰 해운 회사 함부르크 미국해운회사 (HAPAG) 에 입사하였다.
1918년 독일 혁명에 절망한 해운왕 알베르트 발린이 자살한 후, 함부르크 미국해운회사의 회장이 되었으며, 경제 전문가이자 비공식 대변인으로서 패전국 독일과 연합국 간의 교섭에 관여했으나, 바이마르 정부의 재무장관이나 외무장관 취임 요청은 계속해서 거절하였다.
1922년 11월 요제프 비르트 내각이 물러나고, 마침내 쿠노는 프리드리히 에베르트 대통령의 지명을 받아 중앙당, 독일 인민당, 바이에른 인민당이 연립한 소수 여당의 경제 내각을 조성하였다. 쿠노는 바이마르 공화국에서 국회의 승인을 받지 않고 대통령 권한으로 총리 직에 오른 첫 총리로, 내각의 다수 각료가 경제계에서 초빙돼, 전쟁 배상금 문제에서 큰 영향력을 가진 미국과 좋은 관계를 이끌어낼 것으로 기대되었다.
하지만 총리 직에 오른 직후인 1923년 1월, 밀린 배상금 지불을 목적으로 한 프랑스군과 벨기에군에 의한 루르 점령이 일어났을 때, 소극적인 저항 정책을 주장하였고, 이후 이미 망가진 경제를 고사 상태로 몰고갔다. 유력 정당인 사회민주당이 불심가결안을 가결하자 1923년 8월 총리 직에서 물러났고,1926년 함부르크 미국해운회사 (HAPAG)의 대표 이사에 복귀하였다.
1932년 독일 재계의 나치당 경제 자문 기관에 참여했으나, 나치당 (NSDAP)의 지도자 아돌프 히틀러의 수상 지명에는 반대했으며, 1933년 1월 심장 발작으로 함부르크 교외의 자택에서 사망하였다.
| 전임 요제프 비르트 | 제6대 독일국 국가수상 1922년 11월 22일 ~ 1923년 8월 12일 | 후임 구스타프 슈트레제만 |